# 斯文·通曼
斯文·通曼（瑞典語：Sven Thunman，1920年4月20日—2004年7月8日），瑞典男子冰球运动员。他曾代表瑞典参加1948年和1952年冬季奥林匹克运动会冰球比赛，其中1952年冬季奥运会获得一枚铜牌。